# Falla de Enriquillo-Plantain Garden

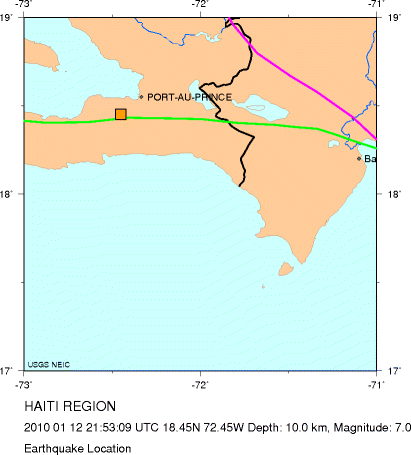
Sistema de fallas en el terremoto del 12 de enero de 2010, el epicentro es el cuadro naranja.

La falla de Enriquillo  es una falla transcurrente que pasa en el lado sur de la Isla la Española, donde se encuentra la República Dominicana y Haití. La falla recibe su nombre por el lago Enriquillo en la República Dominicana, donde la falla tiene su origen, y se extiende a través de la parte sur de la Española sobre el mar Caribe a la región del Río Plantain Garden en Jamaica.

## Geología
La falla de Enriquillo, comparte aproximadamente la mitad del movimiento relativo entre la placa de América del Norte y las  placas tectónicas del Caribe con la falla Septentrional Oriente, que corre a lo largo del lado norte de La Española. Ambas fallas se unen al oeste de la fosa de las Caimán. La falla se mueve alrededor de 20,6 ± 1,66 mm al año.

## Terremoto de Haití de 2010
Un terremoto de magnitud 7,0 ocurrió cerca de Puerto Príncipe, Haití como resultado de la falla sísmica el 12 de enero de 2010. Anteriormente, el terremoto más grande provocado por la misma falla, había sido el terremoto de Kingston de 1907 en Kingston, Jamaica. Un terremoto también sacudió en 1751 la Española, y el terremoto de magnitud 7.5 que sacudió Puerto Príncipe en 1770.  Otros terremotos ocurrieron en 1860, 1761, 1684, 1673 y 1618.